# Putîlivka, Bahciîsarai
Putîlivka (în ucraineană Путилівка) este un sat în comuna Holubînka din raionul Bahciîsarai, Republica Autonomă Crimeea, Ucraina.

## Demografie
Componența lingvistică a localității Putîlivka
     Rusă (63,13%)
     Ucraineană (17,19%)
     Tătară crimeeană (2,19%)
     Belarusă (1,56%)
     Alte limbi (0,62%)
Conform recensământului din 2001, majoritatea populației localității Putîlivka era vorbitoare de rusă (63,13%), existând în minoritate și vorbitori de ucraineană (17,19%), tătară crimeeană (2,19%) și belarusă (1,56%).